# Curling nos Jogos Olímpicos de Inverno de 2010 - Feminino

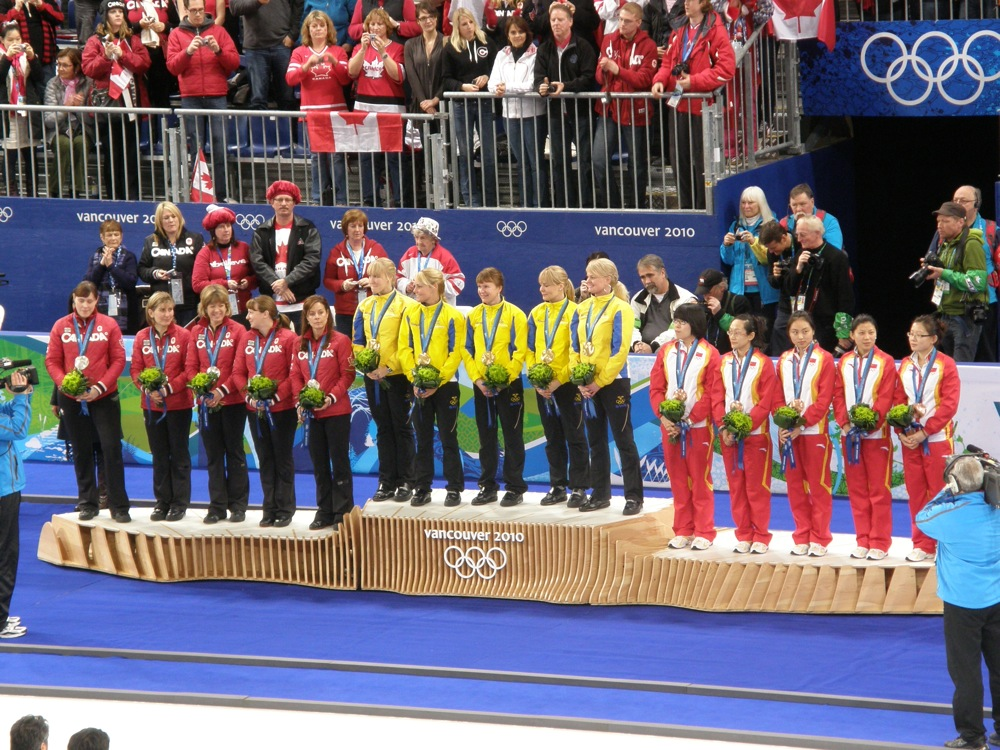
As seleções medalhistas no pódio: Canadá, Suécia e China.

As competições do curling feminino nos Jogos Olímpicos de Inverno de 2010 ocorreram no Vancouver Olympic Centre entre 16 e 26 de fevereiro.

## Medalhistas
|  | SWE Suécia                                                             |  | CAN Canadá                                                                 |  | CHN China                                             |
|  | Anette Norberg Eva Lund Cathrine Lindahl Anna Le Moine Kajsa Bergström |  | Cheryl Bernard Susan O'Connor Carolyn Darbyshire Cori Bartel Kristie Moore |  | Wang Bingyu Liu Yin Yue Qingshuang Zhou Yan Liu Jinli |

## Equipes
| CAN Canadá | CHN China | DEN Dinamarca | GER Alemanha | GBR Grã-Bretanha |
| --- | --- | --- | --- | --- |
| Calgary WC, Calgary Capitã: Cheryl Bernard Terceira: Susan O'Connor Segunda: Carolyn Darbyshire Primeira: Cori Bartel Reserva: Kristie Moore | Harbin CC, Harbin Capitã: Wang Bingyu Terceira: Liu Yin Segunda: Yue Qingshuang Primeira: Zhou Yan Reserva: Liu Jinli                                 | Tårnby CC, Tårnby Quarta: Madeleine Dupont Terceira: Denise Dupont Capitã: Angelina Jensen* Primeira: Camilla Jensen Reserva: Ane Hansen        | SC Riessersee, Garmisch-Partenkirchen Capitã: Andrea Schöpp Terceira: Monika Wagner Segunda: Melanie Robillard Primeira: Stella Heiß Reserva: Corinna Scholz | Comitê Olímpico Britânico Capitã: Eve Muirhead Terceira: Jackie Lockhart Segunda: Kelly Wood Primeira: Lorna Vevers Reserva: Anne Laird                 |
| JPN Japão | RUS Rússia | SWE Suécia | SUI Suíça | USA Estados Unidos |
| Aomori CC, Aomori Capitã: Moe Meguro Terceira: Anna Ohmiya Segunda: Mari Motohashi Primeira: Kotomi Ishizaki Reserva: Mayo Yamaura           | Moskvitch CC, Moscou Capitã: Ludmila Privivkova Terceira: Anna Sidorova Segunda: Nkeiruka Ezekh Primeira: Ekaterina Galkina Reserva: Margarita Fomina | Härnösands CK, Hernosândia Capitã: Anette Norberg Terceira: Eva Lund Segunda: Cathrine Lindahl Primeira: Anna Le Moine Reserva: Kajsa Bergström | Davos CC, Davos Capitã: Mirjam Ott Terceira: Carmen Schäfer Segunda: Carmen Küng Primeira: Janine Greiner Reserva: Irene Schori                              | Madison CC, Madison Capitã: Debbie McCormick Terceira: Allison Pottinger Segunda: Nicole Joraanstad Primeira: Natalie Nicholson Reserva: Tracy Sachtjen |

## Primeira fase

### Classificação
|  | Equipes classificadas para as semifinais |
|  | Equipes eliminadas na primeira fase      |

| País               | Capitã             | V | D | PF | PS | EV | EP | EB | ERF | ERC | Arremesso (%) |
| ------------------ | ------------------ | - | - | -- | -- | -- | -- | -- | --- | --- | ------------- |
| CAN Canadá         | Cheryl Bernard     | 8 | 1 | 56 | 37 | 40 | 29 | 20 | 13  | 4   | 81            |
| SWE Suécia         | Anette Norberg     | 7 | 2 | 56 | 52 | 36 | 36 | 13 | 5   | 9   | 79            |
| CHN China          | Wang Bingyu        | 6 | 3 | 61 | 47 | 39 | 37 | 12 | 7   | 8   | 74            |
| SUI Suíça          | Mirjam Ott         | 6 | 3 | 67 | 48 | 40 | 36 | 7  | 12  | 6   | 76            |
| DEN Dinamarca      | Angelina Jensen    | 4 | 5 | 49 | 61 | 31 | 40 | 15 | 5   | 12  | 74            |
| GER Alemanha       | Andrea Schöpp      | 3 | 6 | 52 | 56 | 35 | 40 | 15 | 4   | 7   | 75            |
| GBR Grã-Bretanha   | Eve Muirhead       | 3 | 6 | 54 | 59 | 36 | 41 | 11 | 10  | 15  | 75            |
| JPN Japão          | Moe Meguro         | 3 | 6 | 64 | 70 | 36 | 37 | 13 | 5   | 5   | 73            |
| RUS Rússia         | Ludmila Privivkova | 3 | 6 | 53 | 60 | 36 | 40 | 14 | 13  | 9   | 77            |
| USA Estados Unidos | Debbie McCormick   | 2 | 7 | 43 | 65 | 36 | 36 | 12 | 12  | 11  | 77            |

### Resultados
Primeira rodada

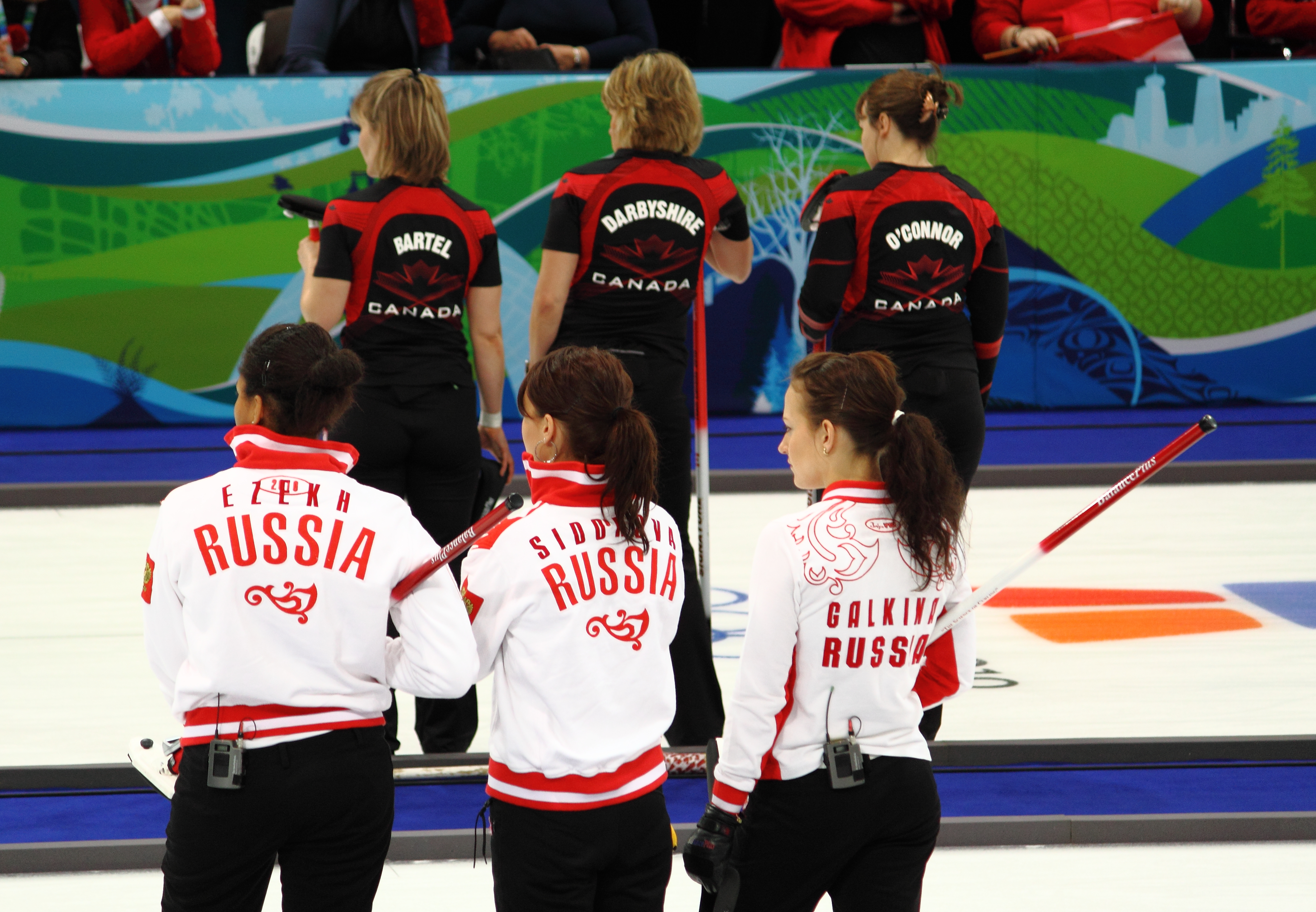
As seleções dá Rússia (em primeiro plano) e do Canadá (segundo plano).

Terça-feira, 16 de fevereiro, 14:00 (UTC-8)
| Pista A            | LSFE    | 1 | 2 | 3 | 4 | 5 | 6 | 7 | 8 | 9 | 10 | Final |
| ------------------ | ------- | - | - | - | - | - | - | - | - | - | -- | ----- |
| USA Estados Unidos | Martelo | 1 | 2 | 0 | 1 | 0 | 2 | 0 | 1 | 0 | 0  | 7     |
| JPN Japão          |         | 0 | 0 | 1 | 0 | 3 | 0 | 3 | 0 | 1 | 1  | 9     |

| Pista B       | LSFE    | 1 | 2 | 3 | 4 | 5 | 6 | 7 | 8 | 9 | 10 | Final |
| ------------- | ------- | - | - | - | - | - | - | - | - | - | -- | ----- |
| DEN Dinamarca | Martelo | 0 | 0 | 2 | 0 | 1 | 0 | 0 | 2 | 0 | 0  | 5     |
| SWE Suécia    |         | 0 | 0 | 0 | 1 | 0 | 2 | 0 | 0 | 2 | 1  | 6     |

| Pista C      | LSFE    | 1 | 2 | 3 | 4 | 5 | 6 | 7 | 8 | 9 | 10 | Final |
| ------------ | ------- | - | - | - | - | - | - | - | - | - | -- | ----- |
| GER Alemanha | Martelo | 2 | 0 | 2 | 0 | 1 | 0 | 0 | 1 | 0 | 3  | 9     |
| RUS Rússia   |         | 0 | 1 | 0 | 1 | 0 | 0 | 1 | 0 | 2 | 0  | 5     |

| Pista D    | LSFE    | 1 | 2 | 3 | 4 | 5 | 6 | 7 | 8 | 9 | 10 | Final |
| ---------- | ------- | - | - | - | - | - | - | - | - | - | -- | ----- |
| CAN Canadá | Martelo | 0 | 0 | 1 | 0 | 0 | 2 | 0 | 1 | 0 | 1  | 5     |
| SUI Suíça  |         | 0 | 0 | 0 | 2 | 0 | 0 | 1 | 0 | 1 | 0  | 4     |

Segunda rodada

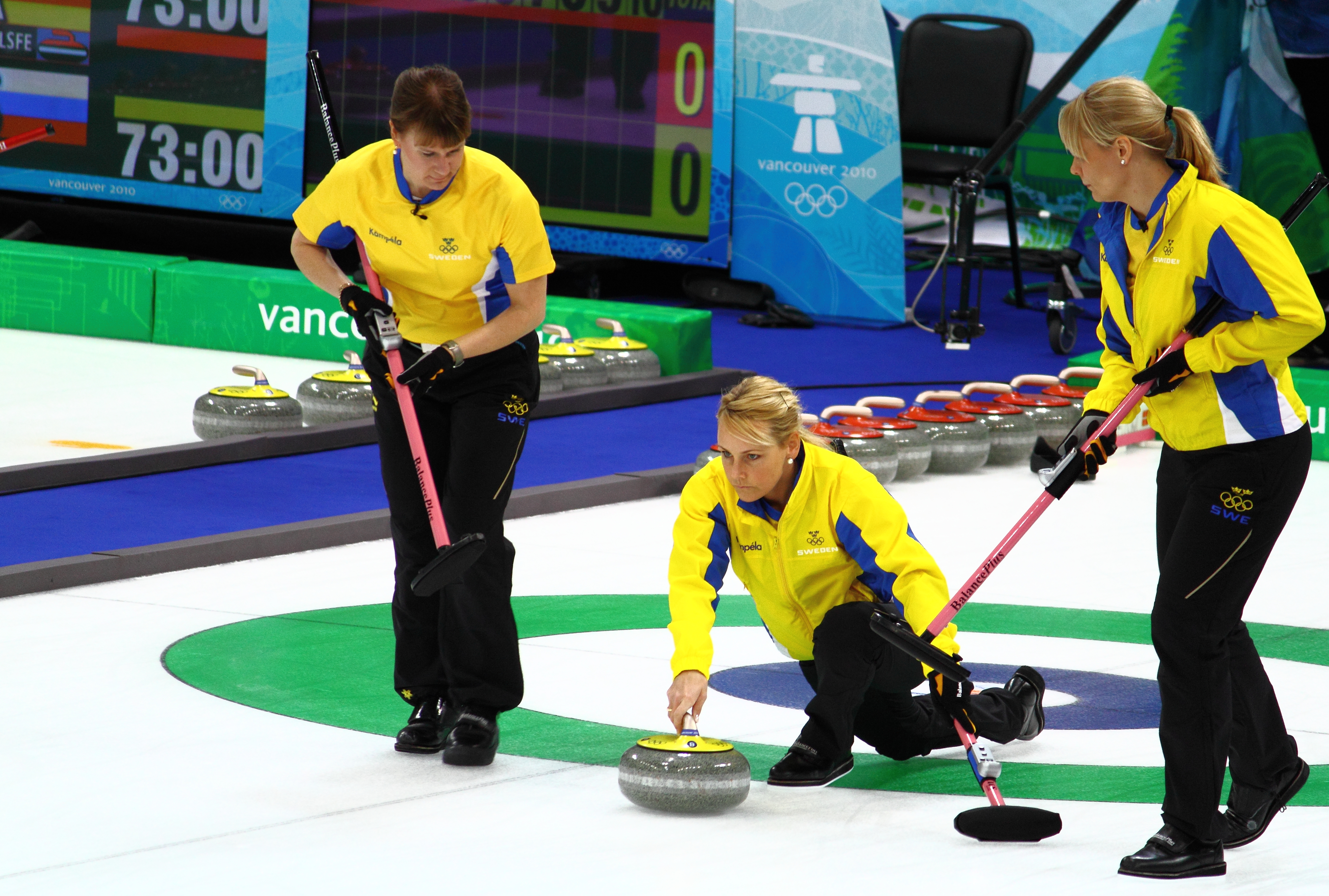
As atletas Cathrine Lindahl, Anna Le Moine e Eva Lund (da esquerda para a direita) da equipe sueca.

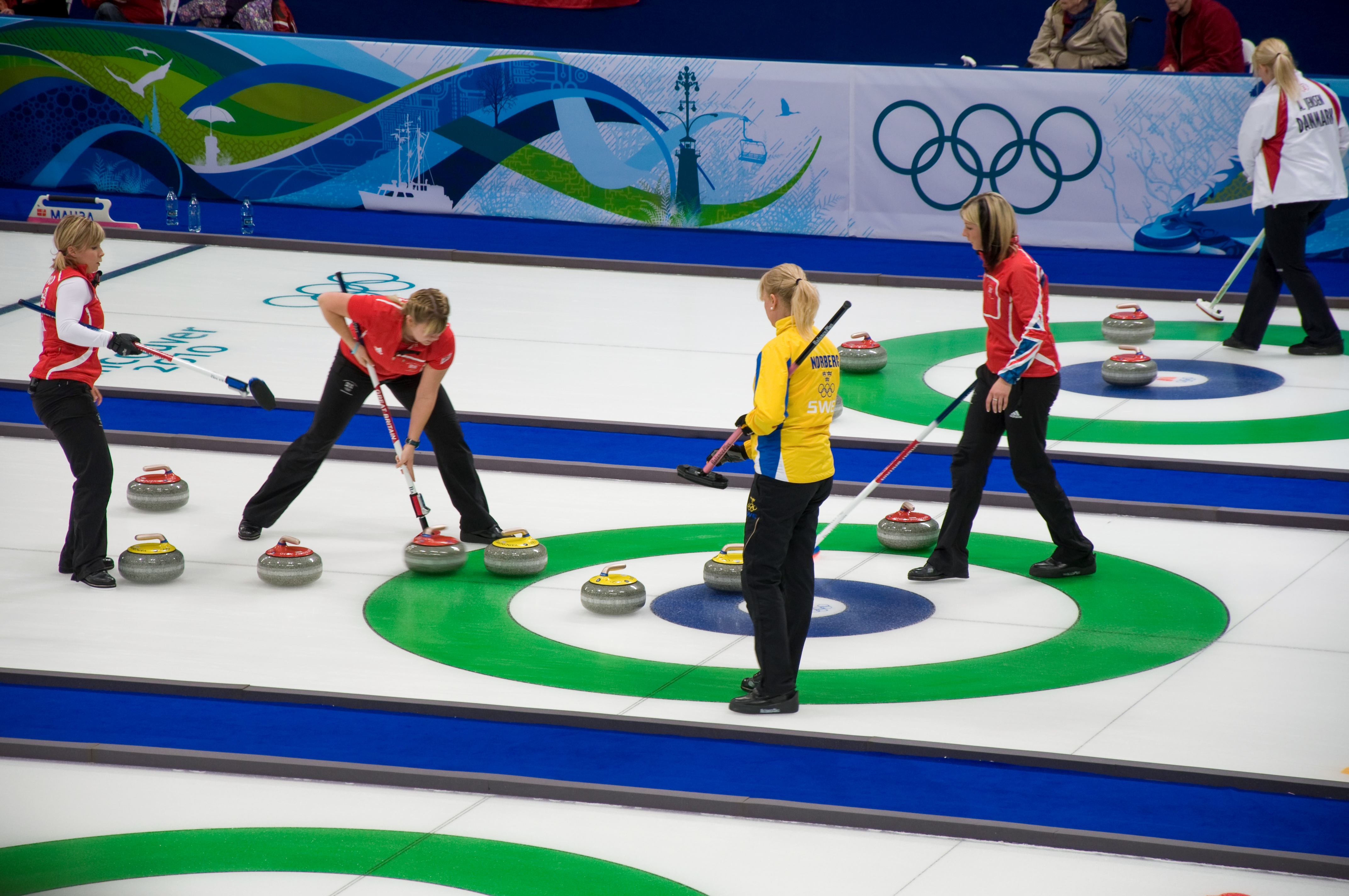
A partida entre Grã-Bretanha e Suécia.

Quarta-feira, 17 de fevereiro, 9:00 (UTC-8)
| Pista A          | LSFE    | 1 | 2 | 3 | 4 | 5 | 6 | 7 | 8 | 9 | 10 | 11 | Final |
| ---------------- | ------- | - | - | - | - | - | - | - | - | - | -- | -- | ----- |
| CHN China        |         | 0 | 1 | 0 | 0 | 0 | 0 | 0 | 1 | 0 | 2  | 0  | 4     |
| GBR Grã-Bretanha | Martelo | 0 | 0 | 0 | 1 | 2 | 0 | 0 | 0 | 1 | 0  | 1  | 5     |

| Pista B            | LSFE    | 1 | 2 | 3 | 4 | 5 | 6 | 7 | 8 | 9 | 10 | Final |
| ------------------ | ------- | - | - | - | - | - | - | - | - | - | -- | ----- |
| GER Alemanha       | Martelo | 1 | 0 | 0 | 0 | 3 | 0 | 0 | 2 | 0 | 0  | 6     |
| USA Estados Unidos |         | 0 | 0 | 0 | 1 | 0 | 1 | 1 | 0 | 1 | 1  | 5     |

| Pista C    | LSFE    | 1 | 2 | 3 | 4 | 5 | 6 | 7 | 8 | 9 | 10 | 11 | Final |
| ---------- | ------- | - | - | - | - | - | - | - | - | - | -- | -- | ----- |
| SUI Suíça  |         | 0 | 2 | 0 | 1 | 0 | 1 | 0 | 1 | 0 | 2  | 0  | 7     |
| SWE Suécia | Martelo | 1 | 0 | 1 | 0 | 2 | 0 | 2 | 0 | 1 | 0  | 1  | 8     |

| Pista D    | LSFE    | 1 | 2 | 3 | 4 | 5 | 6 | 7 | 8 | 9 | 10 | Final |
| ---------- | ------- | - | - | - | - | - | - | - | - | - | -- | ----- |
| JPN Japão  |         | 0 | 3 | 0 | 0 | 0 | 2 | 0 | 0 | 1 | 0  | 6     |
| CAN Canadá | Martelo | 0 | 0 | 2 | 0 | 2 | 0 | 0 | 1 | 0 | 2  | 7     |

Terceira rodada
Quarta-feira, 17 de fevereiro, 19:00 (UTC-8)
| Pista A       | LSFE    | 1 | 2 | 3 | 4 | 5 | 6 | 7 | 8 | 9 | 10 | Final |
| ------------- | ------- | - | - | - | - | - | - | - | - | - | -- | ----- |
| RUS Rússia    |         | 0 | 0 | 1 | 0 | 0 | 2 | 0 | 1 | 1 | 2  | 7     |
| DEN Dinamarca | Martelo | 0 | 0 | 0 | 2 | 0 | 0 | 1 | 0 | 0 | 0  | 3     |

| Pista B          | LSFE    | 1 | 2 | 3 | 4 | 5 | 6 | 7 | 8 | 9 | 10 | Final |
| ---------------- | ------- | - | - | - | - | - | - | - | - | - | -- | ----- |
| GBR Grã-Bretanha | Martelo | 0 | 0 | 1 | 0 | 1 | 0 | 1 | 0 | 1 | 0  | 4     |
| SWE Suécia       |         | 1 | 1 | 0 | 2 | 0 | 0 | 0 | 1 | 0 | 1  | 6     |

| Pista D   | LSFE    | 1 | 2 | 3 | 4 | 5 | 6 | 7 | 8 | 9 | 10 | Final |
| --------- | ------- | - | - | - | - | - | - | - | - | - | -- | ----- |
| CHN China |         | 0 | 1 | 0 | 0 | 4 | 0 | 1 | 1 | 0 | 1  | 8     |
| SUI Suíça | Martelo | 2 | 0 | 0 | 1 | 0 | 1 | 0 | 0 | 2 | 0  | 6     |

Quarta rodada

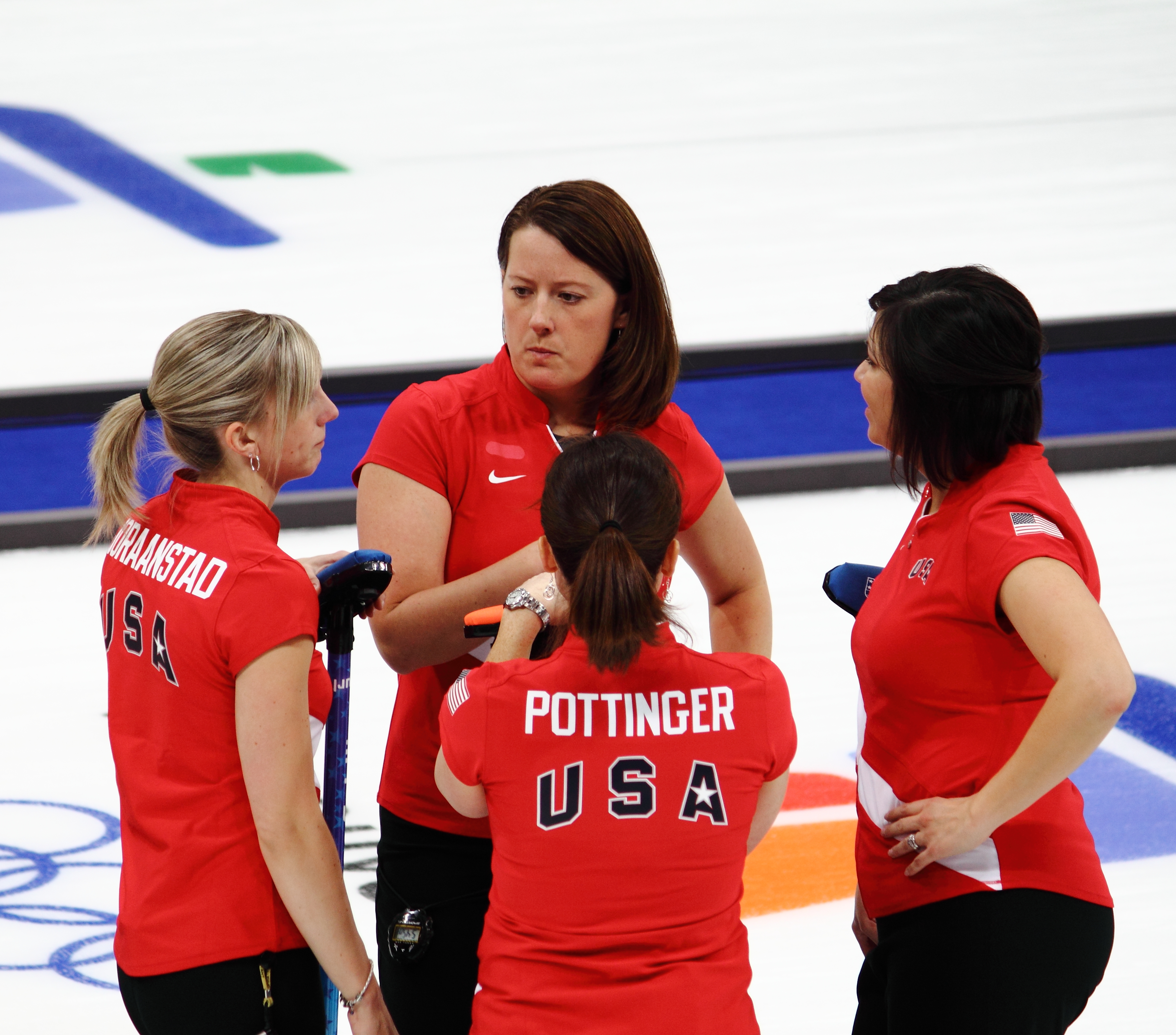
A equipe dos Estados Unidos.

Quinta-feira, 18 de fevereiro, 14:00 (UTC-8)
| Pista A      | LSFE    | 1 | 2 | 3 | 4 | 5 | 6 | 7 | 8 | 9 | 10 | 11 | Final |
| ------------ | ------- | - | - | - | - | - | - | - | - | - | -- | -- | ----- |
| CAN Canadá   |         | 0 | 0 | 0 | 2 | 0 | 2 | 0 | 1 | 0 | 0  | 1  | 6     |
| GER Alemanha | Martelo | 0 | 1 | 0 | 0 | 1 | 0 | 1 | 0 | 1 | 1  | 0  | 5     |

| Pista B   | LSFE    | 1 | 2 | 3 | 4 | 5 | 6 | 7 | 8 | 9 | 10 | Final |
| --------- | ------- | - | - | - | - | - | - | - | - | - | -- | ----- |
| CHN China | Martelo | 2 | 0 | 0 | 0 | 2 | 0 | 2 | 0 | 0 | 3  | 9     |
| JPN Japão |         | 0 | 1 | 0 | 1 | 0 | 1 | 0 | 2 | 0 | 0  | 5     |

| Pista C          | LSFE    | 1 | 2 | 3 | 4 | 5 | 6 | 7 | 8 | 9 | 10 | Final |
| ---------------- | ------- | - | - | - | - | - | - | - | - | - | -- | ----- |
| RUS Rússia       | Martelo | 0 | 0 | 1 | 1 | 0 | 0 | 1 | 0 | X | X  | 3     |
| GBR Grã-Bretanha |         | 2 | 3 | 0 | 0 | 2 | 2 | 0 | 1 | X | X  | 10    |

| Pista D            | LSFE    | 1 | 2 | 3 | 4 | 5 | 6 | 7 | 8 | 9 | 10 | Final |
| ------------------ | ------- | - | - | - | - | - | - | - | - | - | -- | ----- |
| DEN Dinamarca      |         | 1 | 1 | 0 | 0 | 0 | 1 | 3 | 0 | 1 | 0  | 7     |
| USA Estados Unidos | Martelo | 0 | 0 | 2 | 1 | 1 | 0 | 0 | 1 | 0 | 1  | 6     |

Quinta rodada

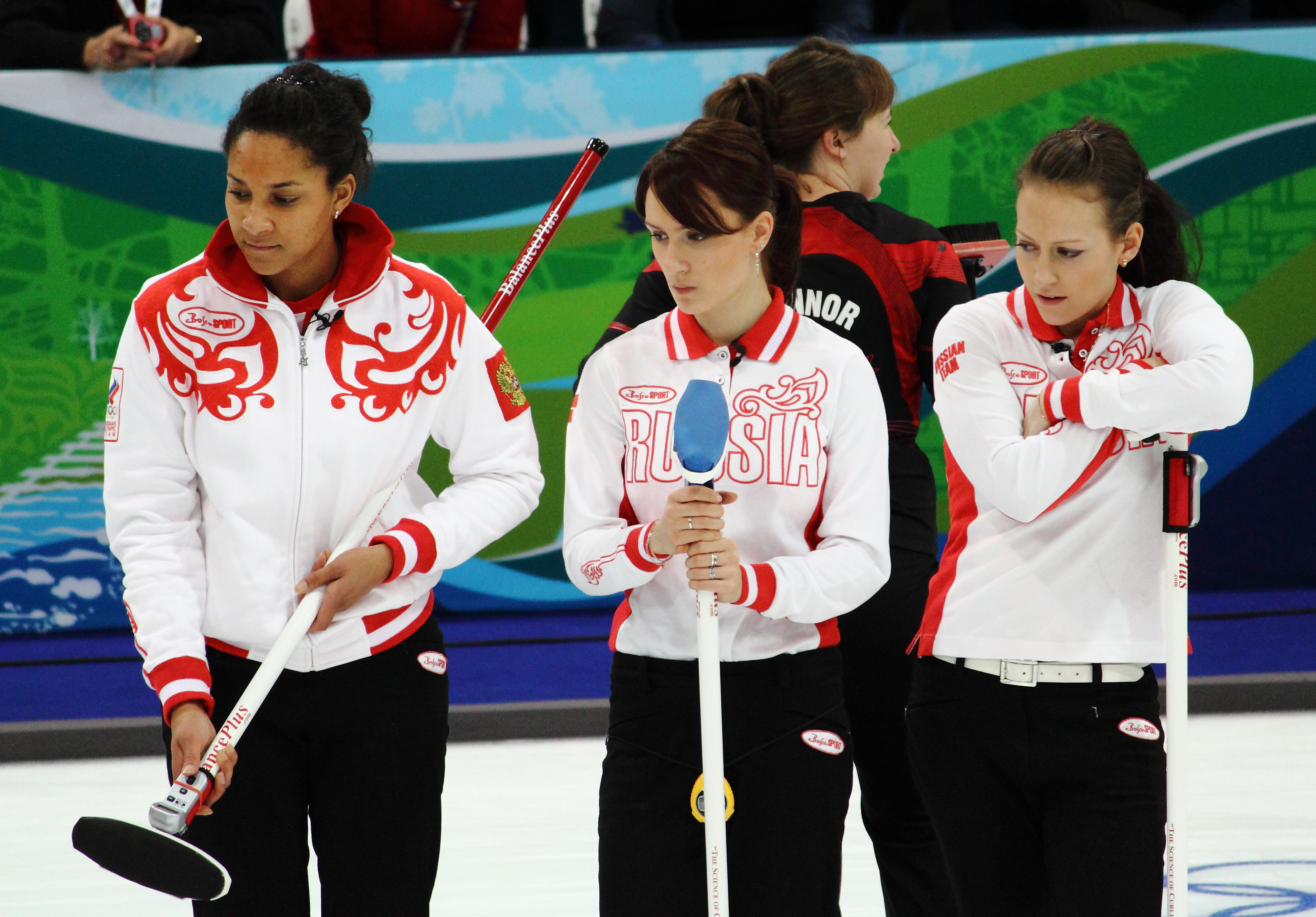
As atletas Nkeiruka Ezekh, Anna Sidorova e Ekaterina Galkina (da esquerda para a direita) da equipe russa.

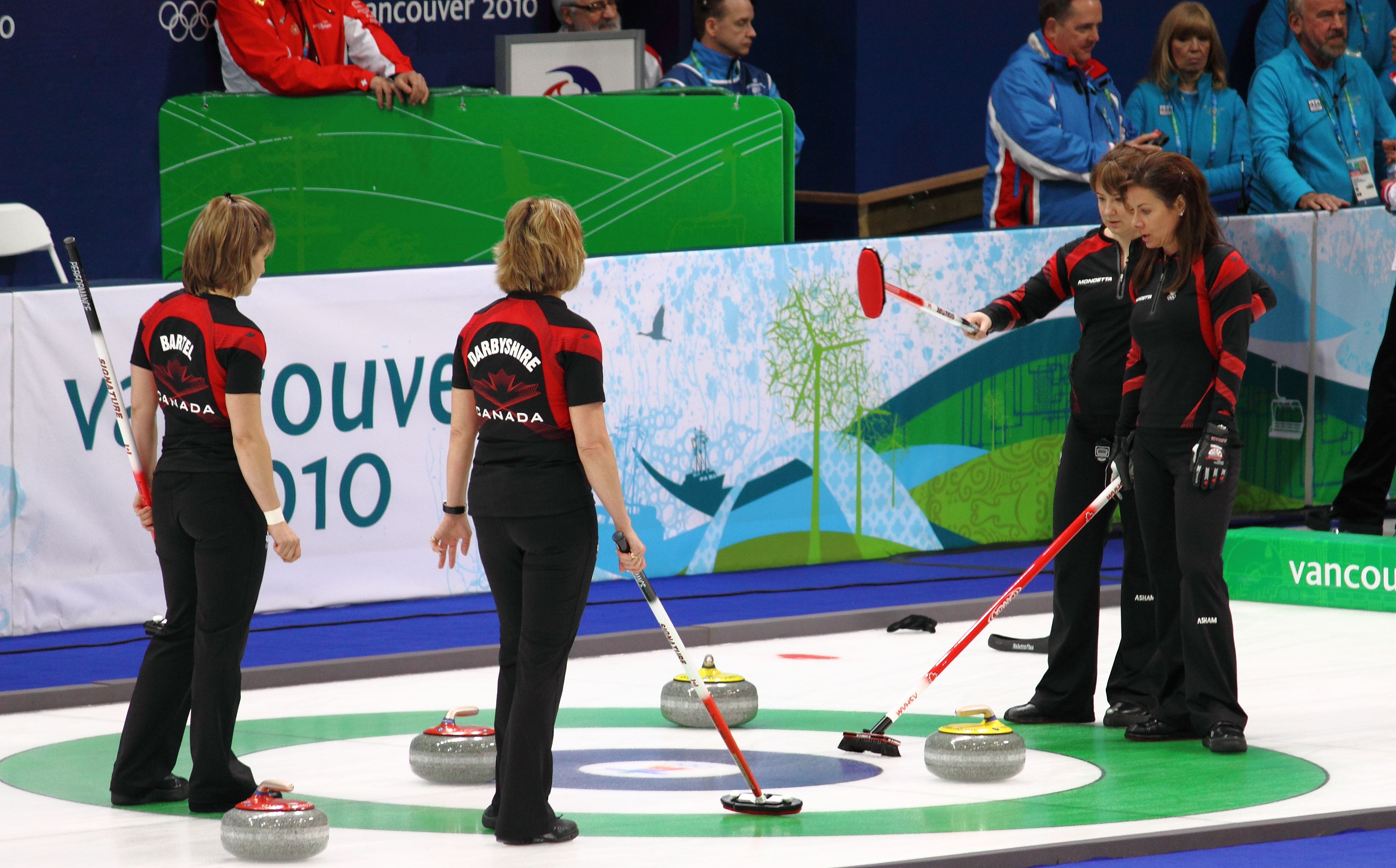
A equipe do Canadá.

Sexta-feira, 19 de fevereiro, 9:00 (UTC-8)
| Pista A          | LSFE    | 1 | 2 | 3 | 4 | 5 | 6 | 7 | 8 | 9 | 10 | Final |
| ---------------- | ------- | - | - | - | - | - | - | - | - | - | -- | ----- |
| GER Alemanha     |         | 1 | 0 | 0 | 0 | 2 | 0 | 0 | 1 | 0 | X  | 4     |
| GBR Grã-Bretanha | Martelo | 0 | 1 | 1 | 1 | 0 | 0 | 1 | 0 | 3 | X  | 7     |

| Pista B            | LSFE    | 1 | 2 | 3 | 4 | 5 | 6 | 7 | 8 | 9 | 10 | Final |
| ------------------ | ------- | - | - | - | - | - | - | - | - | - | -- | ----- |
| RUS Rússia         | Martelo | 0 | 0 | 0 | 1 | 0 | 0 | 2 | 0 | 1 | 0  | 4     |
| USA Estados Unidos |         | 0 | 0 | 1 | 0 | 2 | 0 | 0 | 1 | 0 | 2  | 6     |

| Pista C       | LSFE    | 1 | 2 | 3 | 4 | 5 | 6 | 7 | 8 | 9 | 10 | Final |
| ------------- | ------- | - | - | - | - | - | - | - | - | - | -- | ----- |
| CHN China     | Martelo | 1 | 2 | 1 | 2 | 0 | 5 | X | X | X | X  | 11    |
| DEN Dinamarca |         | 0 | 0 | 0 | 0 | 1 | 0 | X | X | X | X  | 1     |

Sexta rodada
Sexta-feira, 19 de fevereiro, 19:00 (UTC-8)
| Pista A       | LSFE    | 1 | 2 | 3 | 4 | 5 | 6 | 7 | 8 | 9 | 10 | 11 | Final |
| ------------- | ------- | - | - | - | - | - | - | - | - | - | -- | -- | ----- |
| DEN Dinamarca |         | 0 | 1 | 0 | 0 | 0 | 2 | 0 | 0 | 0 | 1  | 0  | 4     |
| CAN Canadá    | Martelo | 1 | 0 | 0 | 1 | 0 | 0 | 0 | 1 | 1 | 0  | 1  | 5     |

| Pista B    | LSFE    | 1 | 2 | 3 | 4 | 5 | 6 | 7 | 8 | 9 | 10 | Final |
| ---------- | ------- | - | - | - | - | - | - | - | - | - | -- | ----- |
| SWE Suécia | Martelo | 1 | 0 | 1 | 0 | 2 | 0 | 0 | 1 | 0 | 1  | 6     |
| CHN China  |         | 0 | 0 | 0 | 1 | 0 | 0 | 1 | 0 | 2 | 0  | 4     |

| Pista C          | LSFE    | 1 | 2 | 3 | 4 | 5 | 6 | 7 | 8 | 9 | 10 | Final |
| ---------------- | ------- | - | - | - | - | - | - | - | - | - | -- | ----- |
| GBR Grã-Bretanha |         | 0 | 0 | 1 | 0 | 2 | 0 | 0 | 1 | 0 | X  | 4     |
| JPN Japão        | Martelo | 1 | 0 | 0 | 3 | 0 | 1 | 1 | 0 | 5 | X  | 11    |

| Pista D    | LSFE    | 1 | 2 | 3 | 4 | 5 | 6 | 7 | 8 | 9 | 10 | Final |
| ---------- | ------- | - | - | - | - | - | - | - | - | - | -- | ----- |
| SUI Suíça  |         | 4 | 1 | 0 | 0 | 1 | 1 | 0 | 1 | 0 | X  | 8     |
| RUS Rússia | Martelo | 0 | 0 | 1 | 1 | 0 | 0 | 2 | 0 | 1 | X  | 5     |

Sétima Rodada

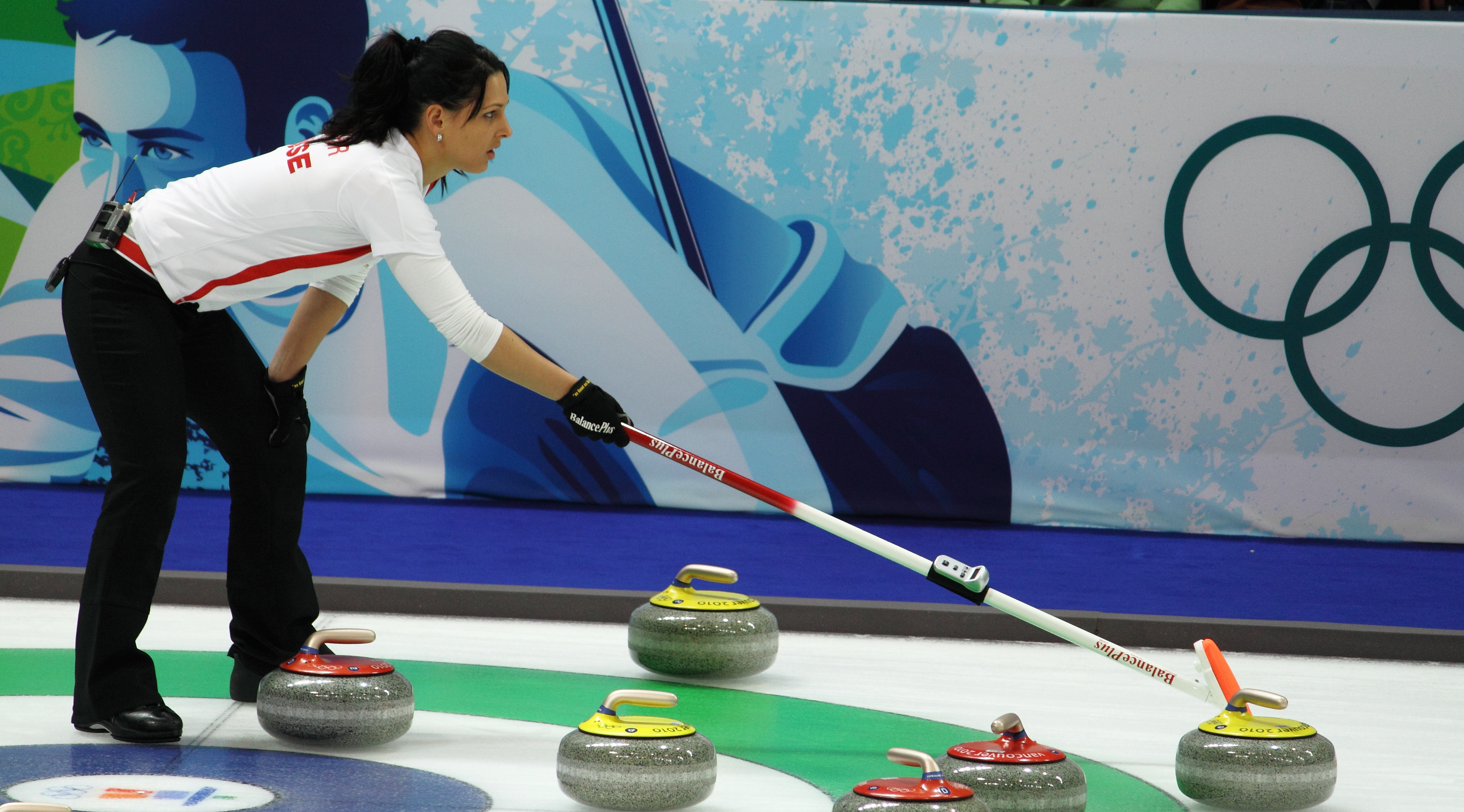
A atleta Carmen Schäfer da equipe suiça.

Sábado, 20 de fevereiro, 14:00 (UTC-8)
| Pista A    | LSFE    | 1 | 2 | 3 | 4 | 5 | 6 | 7 | 8 | 9 | 10 | Final |
| ---------- | ------- | - | - | - | - | - | - | - | - | - | -- | ----- |
| SWE Suécia | Martelo | 0 | 0 | 0 | 0 | 0 | 1 | 0 | X | X | X  | 1     |
| RUS Rússia |         | 0 | 1 | 3 | 1 | 2 | 0 | 3 | X | X | X  | 10    |

| Pista B            | LSFE    | 1 | 2 | 3 | 4 | 5 | 6 | 7 | 8 | 9 | 10 | 11 | Final |
| ------------------ | ------- | - | - | - | - | - | - | - | - | - | -- | -- | ----- |
| USA Estados Unidos |         | 0 | 0 | 0 | 1 | 1 | 1 | 0 | 0 | 1 | 1  | 1  | 6     |
| GBR Grã-Bretanha   | Martelo | 1 | 0 | 2 | 0 | 0 | 0 | 2 | 0 | 0 | 0  | 0  | 5     |

| Pista C       | LSFE    | 1 | 2 | 3 | 4 | 5 | 6 | 7 | 8 | 9 | 10 | Final |
| ------------- | ------- | - | - | - | - | - | - | - | - | - | -- | ----- |
| DEN Dinamarca | Martelo | 2 | 1 | 0 | 2 | 0 | 0 | 1 | 1 | 0 | 0  | 7     |
| SUI Suíça     |         | 0 | 0 | 2 | 0 | 2 | 1 | 0 | 0 | 2 | 1  | 8     |

| Pista D      | LSFE    | 1 | 2 | 3 | 4 | 5 | 6 | 7 | 8 | 9 | 10 | 11 | Final |
| ------------ | ------- | - | - | - | - | - | - | - | - | - | -- | -- | ----- |
| GER Alemanha |         | 0 | 1 | 0 | 2 | 0 | 2 | 0 | 1 | 0 | 1  | 0  | 7     |
| CHN China    | Martelo | 1 | 0 | 1 | 0 | 2 | 0 | 2 | 0 | 1 | 0  | 2  | 9     |

Oitava rodada

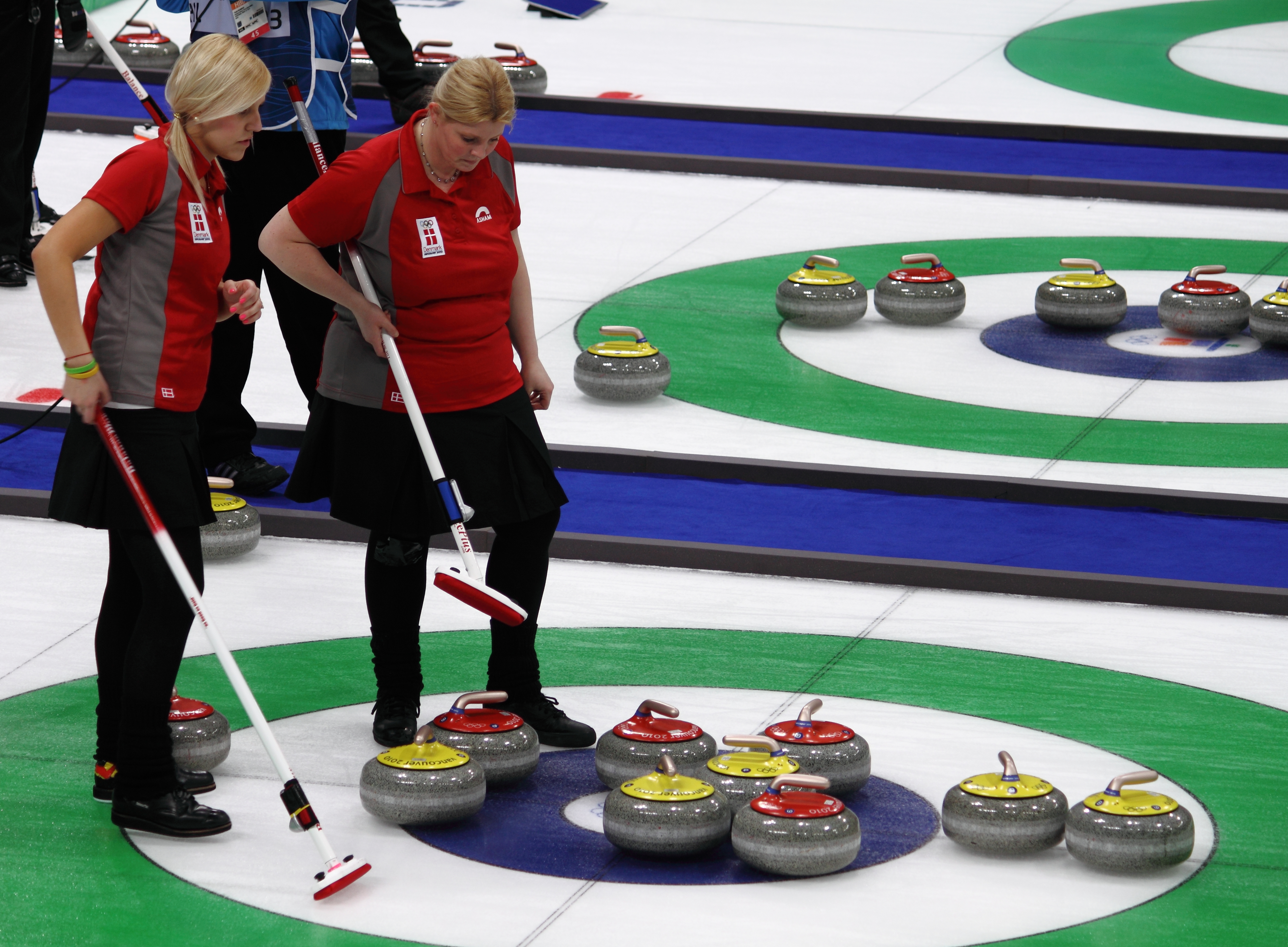
As atletas Madeleine Dupont e Angelina Jensen da equipe dinamarquesa.

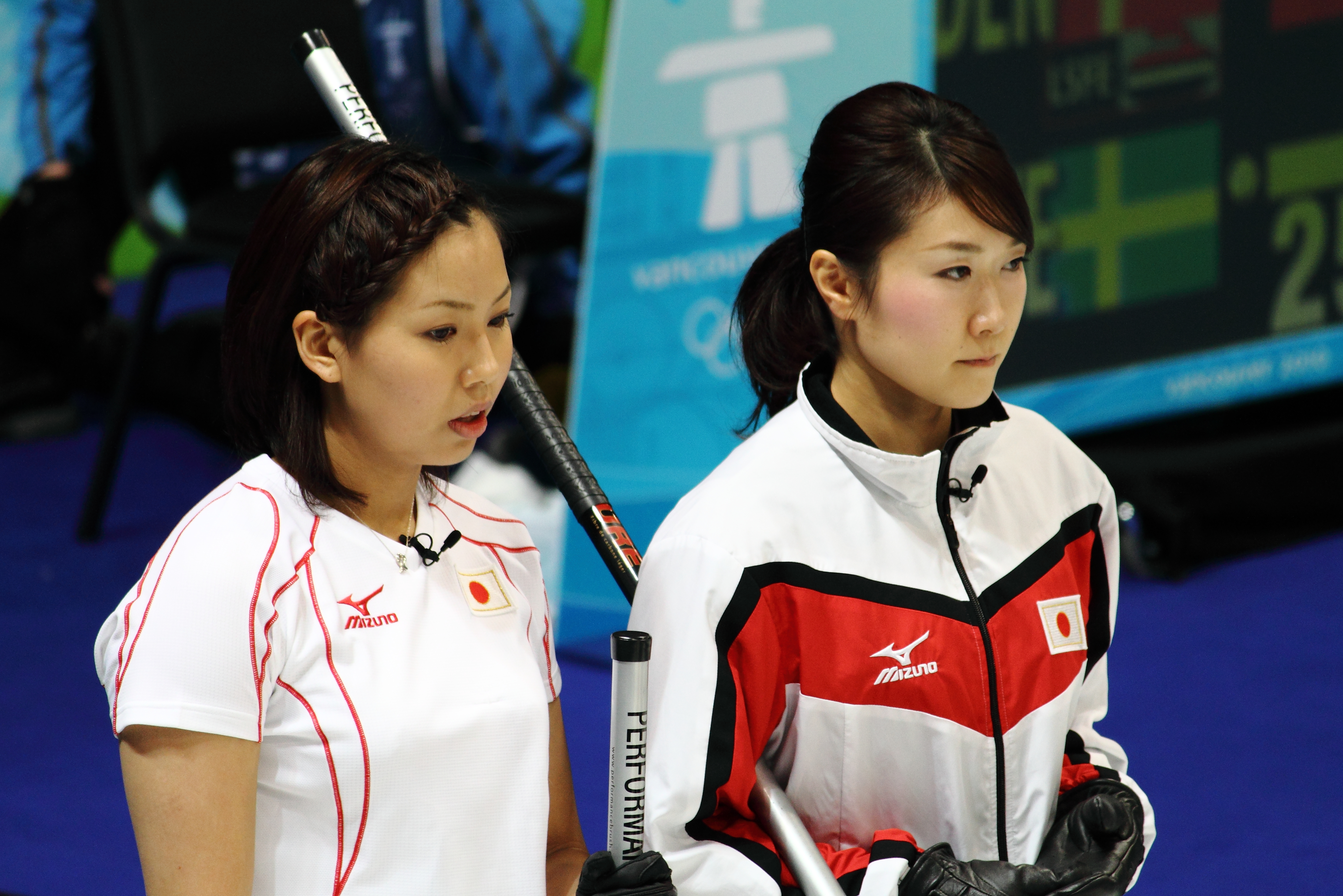
As atletas Anna Ohmiya e Moe Meguro da equipe japonesa.

Domingo, 21 de fevereiro, 9:00 (UTC-8)
| Pista A          | LSFE    | 1 | 2 | 3 | 4 | 5 | 6 | 7 | 8 | 9 | 10 | Final |
| ---------------- | ------- | - | - | - | - | - | - | - | - | - | -- | ----- |
| GBR Grã-Bretanha |         | 0 | 1 | 0 | 0 | 1 | 0 | 3 | 1 | 0 | X  | 6     |
| SUI Suíça        | Martelo | 2 | 0 | 2 | 4 | 0 | 1 | 0 | 0 | 1 | X  | 10    |

| Pista B       | LSFE    | 1 | 2 | 3 | 4 | 5 | 6 | 7 | 8 | 9 | 10 | Final |
| ------------- | ------- | - | - | - | - | - | - | - | - | - | -- | ----- |
| GER Alemanha  |         | 0 | 0 | 1 | 0 | 0 | 0 | 1 | 0 | 3 | 0  | 5     |
| DEN Dinamarca | Martelo | 0 | 3 | 0 | 0 | 0 | 1 | 0 | 1 | 0 | 1  | 6     |

| Pista C            | LSFE    | 1 | 2 | 3 | 4 | 5 | 6 | 7 | 8 | 9 | 10 | Final |
| ------------------ | ------- | - | - | - | - | - | - | - | - | - | -- | ----- |
| CAN Canadá         |         | 0 | 0 | 4 | 0 | 2 | 0 | 3 | X | X | X  | 9     |
| USA Estados Unidos | Martelo | 0 | 1 | 0 | 0 | 0 | 1 | 0 | X | X | X  | 2     |

| Pista D    | LSFE    | 1 | 2 | 3 | 4 | 5 | 6 | 7 | 8 | 9 | 10 | 11 | Final |
| ---------- | ------- | - | - | - | - | - | - | - | - | - | -- | -- | ----- |
| RUS Rússia |         | 0 | 0 | 0 | 3 | 3 | 0 | 0 | 2 | 0 | 1  | 0  | 9     |
| JPN Japão  | Martelo | 0 | 0 | 0 | 0 | 0 | 3 | 3 | 0 | 3 | 0  | 3  | 12    |

Nona Rodada
Domingo, 21 de fevereiro, 19:00 (UTC-8)
| Pista B    | LSFE    | 1 | 2 | 3 | 4 | 5 | 6 | 7 | 8 | 9 | 10 | 11 | Final |
| ---------- | ------- | - | - | - | - | - | - | - | - | - | -- | -- | ----- |
| CHN China  | Martelo | 2 | 1 | 0 | 1 | 0 | 0 | 0 | 1 | 0 | 0  | 1  | 6     |
| CAN Canadá |         | 0 | 0 | 1 | 0 | 1 | 1 | 1 | 0 | 0 | 1  | 0  | 5     |

| Pista C      | LSFE    | 1 | 2 | 3 | 4 | 5 | 6 | 7 | 8 | 9 | 10 | Final |
| ------------ | ------- | - | - | - | - | - | - | - | - | - | -- | ----- |
| JPN Japão    |         | 0 | 0 | 0 | 1 | 0 | 2 | 0 | 1 | 0 | 2  | 6     |
| GER Alemanha | Martelo | 0 | 2 | 1 | 0 | 1 | 0 | 1 | 0 | 2 | 0  | 7     |

| Pista D            | LSFE    | 1 | 2 | 3 | 4 | 5 | 6 | 7 | 8 | 9 | 10 | Final |
| ------------------ | ------- | - | - | - | - | - | - | - | - | - | -- | ----- |
| USA Estados Unidos |         | 0 | 0 | 1 | 0 | 1 | 0 | 1 | 0 | 0 | X  | 3     |
| SWE Suécia         | Martelo | 1 | 0 | 0 | 2 | 0 | 3 | 0 | 0 | 3 | X  | 9     |

Décima rodada

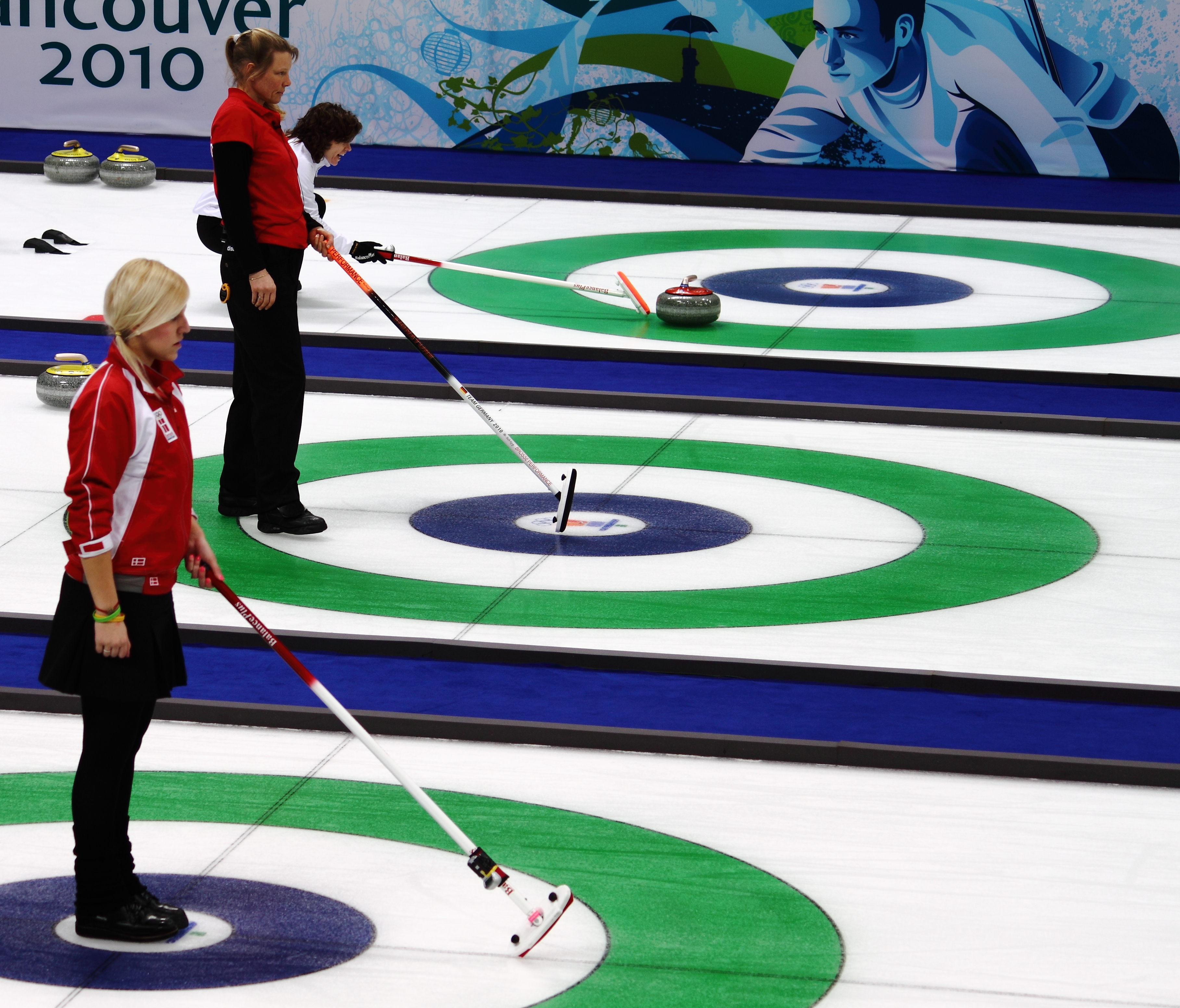
Atletas da Dinamarca (primeiro plano), da Rússia (segundo plano) e do Canadá (terceiro plano).

Segunda-feira, 22 de fevereiro, 14:00 (UTC-8)
| Pista A    | LSFE    | 1 | 2 | 3 | 4 | 5 | 6 | 7 | 8 | 9 | 10 | Final |
| ---------- | ------- | - | - | - | - | - | - | - | - | - | -- | ----- |
| RUS Rússia |         | 0 | 0 | 3 | 0 | 1 | 0 | 1 | 1 | 1 | X  | 7     |
| CHN China  | Martelo | 1 | 0 | 0 | 1 | 0 | 2 | 0 | 0 | 0 | X  | 4     |

| Pista B   | LSFE    | 1 | 2 | 3 | 4 | 5 | 6 | 7 | 8 | 9 | 10 | Final |
| --------- | ------- | - | - | - | - | - | - | - | - | - | -- | ----- |
| JPN Japão | Martelo | 1 | 0 | 1 | 0 | 1 | 0 | 1 | 0 | X | X  | 4     |
| SUI Suíça |         | 0 | 2 | 0 | 4 | 0 | 2 | 0 | 2 | X | X  | 10    |

| Pista C    | LSFE    | 1 | 2 | 3 | 4 | 5 | 6 | 7 | 8 | 9 | 10 | Final |
| ---------- | ------- | - | - | - | - | - | - | - | - | - | -- | ----- |
| SWE Suécia |         | 0 | 0 | 0 | 0 | 1 | 0 | 0 | 0 | 1 | X  | 2     |
| CAN Canadá | Martelo | 0 | 2 | 1 | 1 | 0 | 0 | 1 | 1 | 0 | X  | 6     |

| Pista D          | LSFE    | 1 | 2 | 3 | 4 | 5 | 6 | 7 | 8 | 9 | 10 | Final |
| ---------------- | ------- | - | - | - | - | - | - | - | - | - | -- | ----- |
| GBR Grã-Bretanha |         | 0 | 3 | 0 | 2 | 0 | 1 | 0 | 1 | 0 | 1  | 8     |
| DEN Dinamarca    | Martelo | 1 | 0 | 2 | 0 | 1 | 0 | 3 | 0 | 2 | 0  | 9     |

Décima primeira rodada
Segunda-feira, 23 de fevereiro, 9:00 (UTC-8)
| Pista A    | LSFE    | 1 | 2 | 3 | 4 | 5 | 6 | 7 | 8 | 9 | 10 | Final |
| ---------- | ------- | - | - | - | - | - | - | - | - | - | -- | ----- |
| JPN Japão  |         | 0 | 1 | 0 | 1 | 0 | 3 | 0 | 1 | 0 | X  | 6     |
| SWE Suécia | Martelo | 2 | 0 | 3 | 0 | 1 | 0 | 2 | 0 | 2 | X  | 10    |

| Pista B      | LSFE    | 1 | 2 | 3 | 4 | 5 | 6 | 7 | 8 | 9 | 10 | Final |
| ------------ | ------- | - | - | - | - | - | - | - | - | - | -- | ----- |
| SUI Suíça    |         | 0 | 0 | 0 | 0 | 1 | 1 | 0 | 1 | 1 | X  | 4     |
| GER Alemanha | Martelo | 0 | 0 | 1 | 0 | 0 | 0 | 1 | 0 | 0 | X  | 2     |

| Pista C            | LSFE    | 1 | 2 | 3 | 4 | 5 | 6 | 7 | 8 | 9 | 10 | Final |
| ------------------ | ------- | - | - | - | - | - | - | - | - | - | -- | ----- |
| USA Estados Unidos |         | 0 | 1 | 1 | 0 | 0 | 2 | 0 | 1 | 0 | 0  | 5     |
| CHN China          | Martelo | 1 | 0 | 0 | 2 | 1 | 0 | 1 | 0 | 0 | 1  | 6     |

| Pista D          | LSFE    | 1 | 2 | 3 | 4 | 5 | 6 | 7 | 8 | 9 | 10 | 11 | Final |
| ---------------- | ------- | - | - | - | - | - | - | - | - | - | -- | -- | ----- |
| CAN Canadá       |         | 0 | 1 | 0 | 1 | 0 | 1 | 1 | 1 | 0 | 0  | 1  | 6     |
| GBR Grã-Bretanha | Martelo | 0 | 0 | 2 | 0 | 0 | 0 | 0 | 2 | 1 | 0  | 0  | 5     |

Décima segunda rodada
Terça-feira, 23 de fevereiro, 19:00 (UTC-8)
| Pista A            | LSFE    | 1 | 2 | 3 | 4 | 5 | 6 | 7 | 8 | 9 | 10 | Final |
| ------------------ | ------- | - | - | - | - | - | - | - | - | - | -- | ----- |
| SUI Suíça          |         | 0 | 0 | 2 | 1 | 3 | 1 | 3 | X | X | X  | 10    |
| USA Estados Unidos | Martelo | 1 | 2 | 0 | 0 | 0 | 0 | 0 | X | X | X  | 3     |

| Pista B    | LSFE    | 1 | 2 | 3 | 4 | 5 | 6 | 7 | 8 | 9 | 10 | Final |
| ---------- | ------- | - | - | - | - | - | - | - | - | - | -- | ----- |
| CAN Canadá |         | 0 | 0 | 0 | 1 | 0 | 4 | 0 | 1 | 1 | X  | 7     |
| RUS Rússia | Martelo | 0 | 1 | 0 | 0 | 1 | 0 | 1 | 0 | 0 | X  | 3     |

| Pista C       | LSFE    | 1 | 2 | 3 | 4 | 5 | 6 | 7 | 8 | 9 | 10 | Final |
| ------------- | ------- | - | - | - | - | - | - | - | - | - | -- | ----- |
| JPN Japão     |         | 0 | 0 | 0 | 2 | 0 | 2 | 0 | 0 | 1 | X  | 5     |
| DEN Dinamarca | Martelo | 0 | 0 | 3 | 0 | 1 | 0 | 0 | 3 | 0 | X  | 7     |

| Pista D      | LSFE    | 1 | 2 | 3 | 4 | 5 | 6 | 7 | 8 | 9 | 10 | Final |
| ------------ | ------- | - | - | - | - | - | - | - | - | - | -- | ----- |
| SWE Suécia   | Martelo | 2 | 0 | 3 | 0 | 2 | 0 | 1 | 0 | 0 | 0  | 8     |
| GER Alemanha |         | 0 | 2 | 0 | 2 | 0 | 0 | 0 | 2 | 0 | 1  | 7     |

## Fase final
|  | Semifinal             | Semifinal             |   |                       | Medalha de ouro        | Medalha de ouro |  |
|  |                       |                       |   |                       |                        |                 |  |
|  | 25 de fevereiro, 9:00 |                       |   |                       |                        |                 |  |
|  | CAN Canadá            | 6                     |   |                       |                        |                 |  |
|  | SUI Suíça             | 5                     |   |                       |                        |                 |  |
|  |                       |                       |   |                       |                        |                 |  |
|  |                       |                       |   |                       | 26 de fevereiro, 15:00 |                 |  |
|  |                       |                       |   |                       | CAN Canadá             | 6               |  |
|  |                       | SWE Suécia            | 7 |                       |                        |                 |  |
|  |                       |                       |   |                       |                        |                 |  |
|  |                       |                       |   |                       |                        |                 |  |
|  |                       |                       |   |                       | Medalha de bronze      |                 |  |
|  | 25 de fevereiro, 9:00 | 25 de fevereiro, 9:00 |   | 26 de fevereiro, 9:00 | 26 de fevereiro, 9:00  |                 |  |
|  | CHN China             | 4                     |   | SUI Suíça             | 6                      |                 |  |
|  | SWE Suécia            | 9                     |   |                       | CHN China              | 12              |  |

### Semifinais
Quinta-feira, 25 de fevereiro; 9:00 (UTC-8)

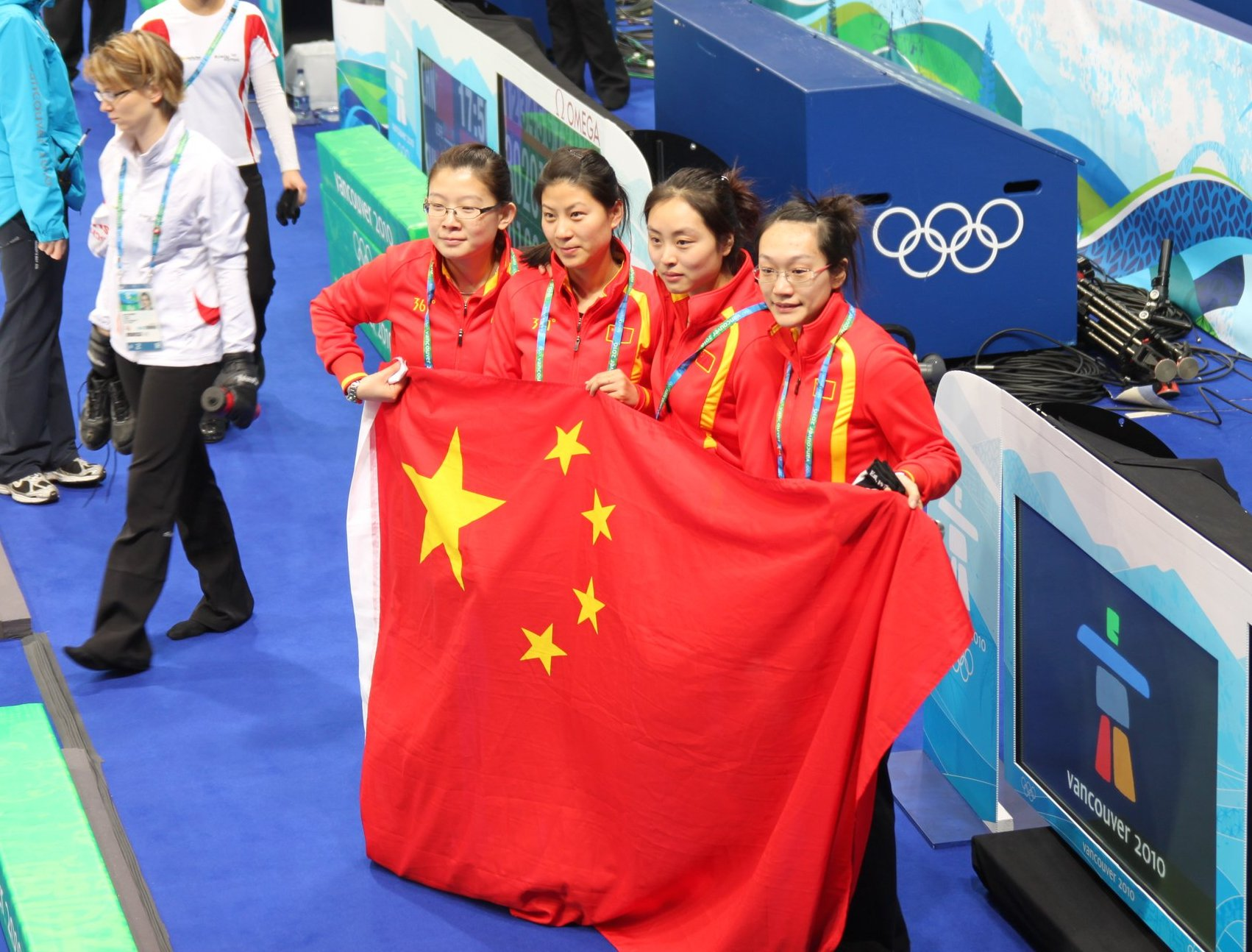
A seleção da China após a conquista da medalha de bronze. As atletas Wang Bingyu, Liu Yin, Yue Qingshuang, Zhou Yan (da esquerda para a direita).

| Pista A    | LSFE    | 1 | 2 | 3 | 4 | 5 | 6 | 7 | 8 | 9 | 10 | Final |
| ---------- | ------- | - | - | - | - | - | - | - | - | - | -- | ----- |
| CAN Canadá | Martelo | 1 | 0 | 2 | 0 | 0 | 2 | 0 | 0 | 1 | 0  | 6     |
| SUI Suíça  |         | 0 | 1 | 0 | 1 | 1 | 0 | 0 | 1 | 0 | 1  | 5     |

| Pista B    | LSFE    | 1 | 2 | 3 | 4 | 5 | 6 | 7 | 8 | 9 | 10 | Final |
| ---------- | ------- | - | - | - | - | - | - | - | - | - | -- | ----- |
| CHN China  |         | 0 | 0 | 0 | 1 | 0 | 1 | 1 | 0 | 1 | X  | 4     |
| SWE Suécia | Martelo | 1 | 1 | 1 | 0 | 3 | 0 | 0 | 3 | 0 | X  | 9     |

### Disputa do terceiro lugar
Sexta-feira, 26 de fevereiro; 9:00 (UTC-8)
| Pista A   | LSFE    | 1 | 2 | 3 | 4 | 5 | 6 | 7 | 8 | 9 | 10 | Final |
| --------- | ------- | - | - | - | - | - | - | - | - | - | -- | ----- |
| SUI Suíça |         | 0 | 1 | 0 | 3 | 0 | 2 | 0 | 0 | X | X  | 6     |
| CHN China | Martelo | 3 | 0 | 2 | 0 | 1 | 0 | 2 | 4 | X | X  | 12    |

### Final
Sexta-feira, 26 de fevereiro; 15:00 (UTC-8)
| Pista C    | LSFE    | 1 | 2 | 3 | 4 | 5 | 6 | 7 | 8 | 9 | 10 | 11 | Final |
| ---------- | ------- | - | - | - | - | - | - | - | - | - | -- | -- | ----- |
| CAN Canadá | Martelo | 0 | 1 | 0 | 1 | 0 | 1 | 2 | 0 | 1 | 0  | 0  | 6     |
| SWE Suécia |         | 0 | 0 | 2 | 0 | 2 | 0 | 0 | 0 | 0 | 2  | 1  | 7     |